# Kophobelemnon pauciflorum
Kophobelemnon pauciflorum is een Pennatulaceasoort uit de familie van de Kophobelemnidae. De wetenschappelijke naam van de soort is voor het eerst geldig gepubliceerd in 1916 door Hickson.